# العلاقات الأذربيجانية الفنلندية
العلاقات الأذربيجانية الفنلندية هي العلاقات الثنائية التي تجمع بين أذربيجان وفنلندا.

## مقارنة بين البلدين
هذه مقارنة عامة ومرجعية للدولتين:
| وجه المقارنة                                              | أذربيجان        | فنلندا                                                                               |
| --------------------------------------------------------- | --------------- | ------------------------------------------------------------------------------------ |
| المساحة (كم2)                                             | 86.60 ألف       | 338.42 ألف                                                                           |
| عدد السكان (نسمة)                                         | 10.00 مليون     | 5.52 مليون                                                                           |
| الكثافة السكانية (ن./كم²)                                 | 115.47          | 16.31                                                                                |
| العاصمة                                                   | باكو            | هلسنكي                                                                               |
| اللغة الرسمية                                             | اللغة الأذرية   | اللغة الفنلندية، اللغة السويدية                                                      |
| العملة                                                    | مانات أذربيجاني | يورو، ماركا فنلندية                                                                  |
| الناتج المحلي الإجمالي (بليون دولار)                      | 40.75 مليار     | 251.88 مليار                                                                         |
| الناتج المحلي الإجمالي (تعادل القوة الشرائية) بليون دولار | 171.56 مليار    | 231.84 مليار                                                                         |
| الناتج المحلي الإجمالي الاسمي للفرد دولار أمريكي          | 5.50 ألف        | 42.31 ألف                                                                            |
| الناتج المحلي الإجمالي للفرد دولار أمريكي                 | 17.52 ألف       | 40.68 ألف                                                                            |
| مؤشر التنمية البشرية                                      | 0.751           | 0.883                                                                                |
| رمز المكالمات الدولي                                      | +994            | +358                                                                                 |
| رمز الإنترنت                                              | .az             | .fi                                                                                  |
| المنطقة الزمنية                                           | ت ع م+04:00     | ت ع م+02:00، ت ع م+03:00، أوروبا/هلسنكي ‏، توقيت شرق أوروبا، توقيت شرق أوروبا الصيفي ‏ |

## منظمات دولية مشتركة
يشترك البلدان في عضوية مجموعة من المنظمات الدولية، منها:
| علم المنظمة | اسم المنظمة                               | تاريخ انضمام أذربيجان | تاريخ انضمام فنلندا |
| ----------- | ----------------------------------------- | --------------------- | ------------------- |
|             | الاتحاد البريدي العالمي                   | ?                     | ?                   |
|             | بنك التنمية الآسيوي                       | 1999                  | 1966                |
|             | يونسكو                                    | 3 يونيو 1992          | 10 أكتوبر 1956      |
|             | البنك الدولي للإنشاء والتعمير             | 18 سبتمبر 1992        | 14 يناير 1948       |
|             | وكالة ضمان الاستثمار متعدد الأطراف        | 23 سبتمبر 1992        | 28 ديسمبر 1988      |
|             | الاتحاد الدولي للاتصالات                  | 10 أبريل 1992         | 1 سبتمبر 1920       |
|             | منظمة الشرطة الجنائية الدولية             | ?                     | ?                   |
|             | مؤسسة التنمية الدولية                     | 31 مارس 1995          | 29 ديسمبر 1960      |
|             | مؤسسة التمويل الدولية                     | 11 أكتوبر 1995        | 20 يوليو 1956       |
|             | الأمم المتحدة                             | 2 مارس 1992           | 14 ديسمبر 1955      |
|             | منظمة الأمن والتعاون في أوروبا            | 30 يناير 1992         | 25 يونيو 1973       |
|             | مجلس أوروبا                               | 25 فبراير 2001        | 5 مايو 1989         |
|             | منظمة حظر الأسلحة الكيميائية              | ?                     | ?                   |
|             | المركز الدولي لتسوية المنازعات الاستشارية | 18 أكتوبر 1992        | 8 فبراير 1969       |

## وصلات خارجية
- موقع وزارة الخارجية الأذربيجانية
- موقع وزارة الخارجية الفنلندية